# Réserve naturelle de Bokö
La réserve naturelle de Bokö (Bokö naturreservat) est une réserve naturelle située en Suède sur la côte baltique, dans la province d'Ostrogothie. Elle dépend de la commune de Valdemarsvik. La réserve se trouve dans un site naturel largement composé de côtes et d'îles (Bokö, Brånnholmen, Långholmen) rocheuses et est riche d'une flore et d'une faune exceptionnelles et rares. On peut y rencontrer aussi des vaches rouges ringamala et des moutons roslag élevés en liberté.

## liens externes
(sv) Site officiel de la réserve de Bokö